# Muchea
Muchea – miasto w Australii, w stanie Australia Zachodnia.